# Embarcation de secours et d'assistance aux victimes

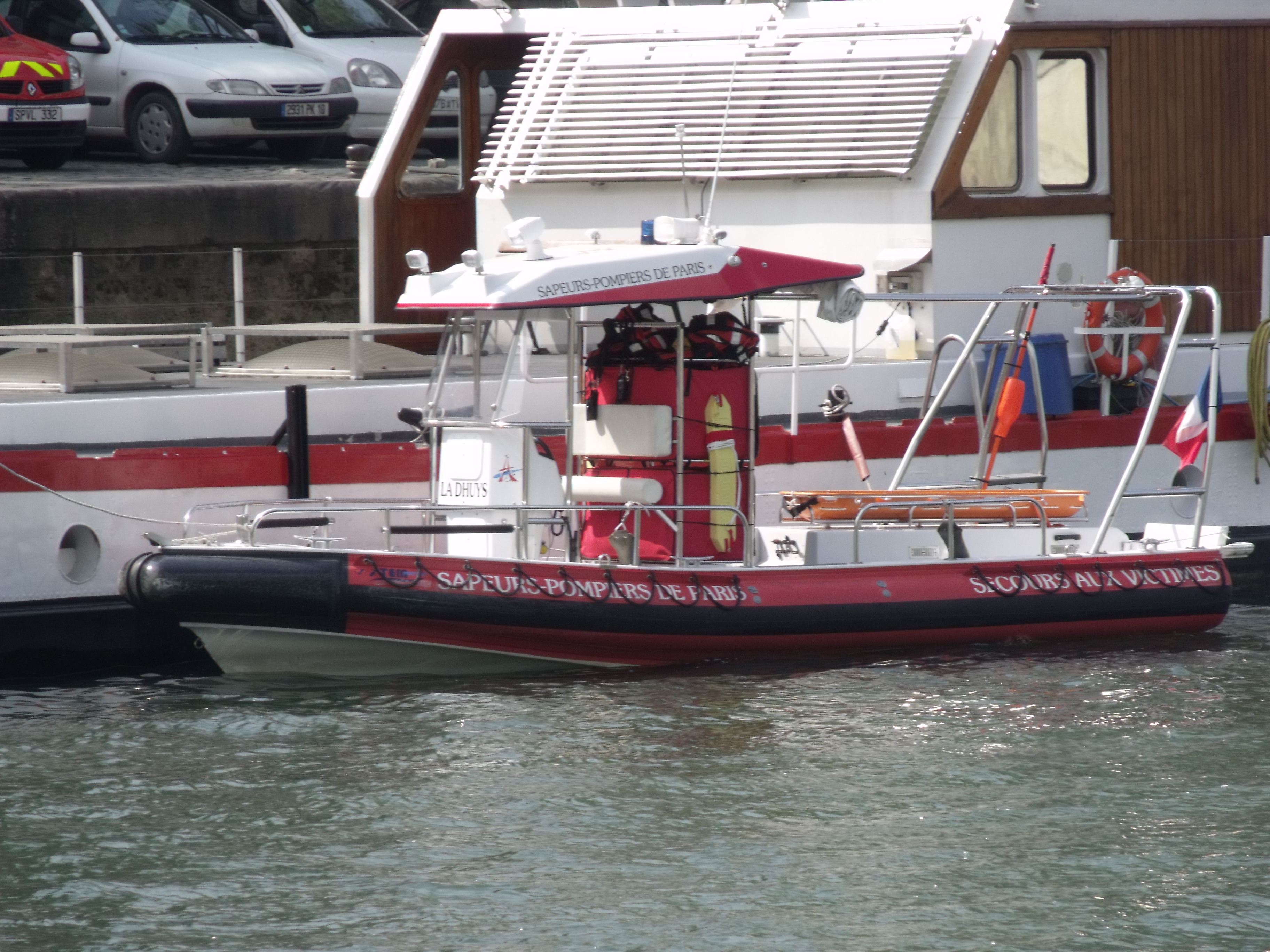
Canot ESAV des pompiers de Paris sur la Seine

L’embarcation de secours et d'assistance aux victimes ou ESAV est un canot pneumatique rapide appartenant à la brigade de sapeurs-pompiers de Paris.

## Historique
C'est le 21 mars 2012 que la Brigade des sapeurs-pompiers de Paris a officiellement reçu sa première ESAV. Pour l'occasion deux personnalités avaient été choisies, la navigatrice Florence Arthaud et la chanteuse Natasha St-Pier, devant chacune devenir la marraine des deux embarcations. Celles-ci avaient été baptisées Avre et Dhuys.
Les ESAV ont été développées par la société Stem Marine, spécialiste des embarcations semi-rigides.
Ces canots sont destinés à des missions de secours à victimes, devenant ainsi des sortes de véhicule de secours et d'assistance aux victimes de la Seine. Elles sont basées au centre de secours La Monnaie.

## Caractéristiques
- Longueur : 7,50 mètres.
- Largeur : 2,70 mètres.
- Tirant d'eau : 0,50 mètre.
- Type de motorisation : Hydrojet.